# Don Sylvester Wewitavidanelage
Don Sylvester Wewitavidanelage (* 27. November 1924 in Niripola; † 9. November 1995) war ein sri-lankischer römisch-katholischer Geistlicher und Bischof von Galle.

## Leben
Don Sylvester Wewitavidanelage empfing am 23. März 1956 das Sakrament der Priesterweihe für das Erzbistum Colombo. Später fungierte er als Generalvikar des Erzbistums Colombo.
Am 15. Oktober 1982 ernannte ihn Papst Johannes Paul II. zum Bischof von Galle. Der emeritierte Erzbischof von Colombo, Thomas Kardinal Cooray OMI, spendete ihm am 11. Dezember desselben Jahres in der Basilika Unserer Lieben Frau von Lanka in Tewatte die Bischofsweihe; Mitkonsekratoren waren der Erzbischof von Colombo, Nicholas Marcus Fernando, und der Bischof von Jaffna, Jacob Bastiampillai Deogupillai.
1995 nahm Johannes Paul II. das vorzeitige Rücktrittsgesuch von Don Sylvester Wewitavidanelage an.